# Labeobarbus nthuwa
Labeobarbus nthuwa is een  straalvinnige vissensoort uit de familie van eigenlijke karpers (Cyprinidae). De wetenschappelijke naam van de soort is voor het eerst geldig gepubliceerd in 2008 door Tweddle & Skelton.